# Трежер-Айленд (Сан-Франциско)
Тре́жер-Айленд (англ. Treasure Island, переводится как «Остров сокровищ») — искусственный остров в заливе Сан-Франциско. Был отсыпан к Международной выставке «Голден гейт». Назван в честь книги «Остров сокровищ», автор которой — Р. Л. Стивенсон, проживал в Сан-Франциско.
Остров связан коротким и узким перешейком с островом Йерба-Буэна, через который проходит автомобильный мост Сан-Франциско — Окленд. Через этот же мост проложен водопровод, питающий оба острова. Через остров Йерба-Буэна Трежер-Айленд связан с полуостровом Сан-Франциско и материком автомобильным движением. На острове проложен маршрут автобуса, соединяющий его с центром Сан-Франциско.
Ранее остров был полностью занят военно-морской базой США. В настоящее время остров принадлежит Сан-Франциско. На острове есть небольшое количество жилья. Разработаны планы застройки острова.

## Галерея

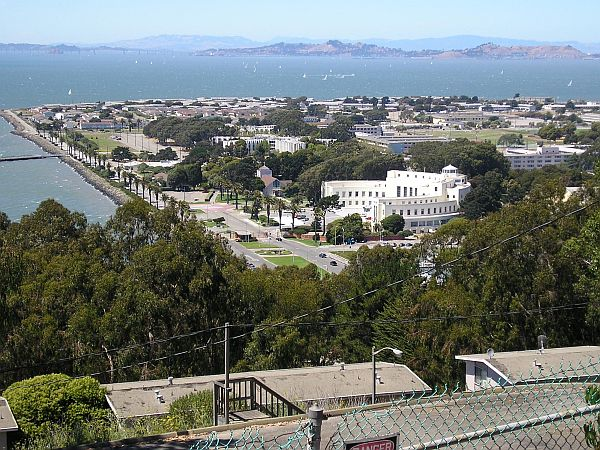
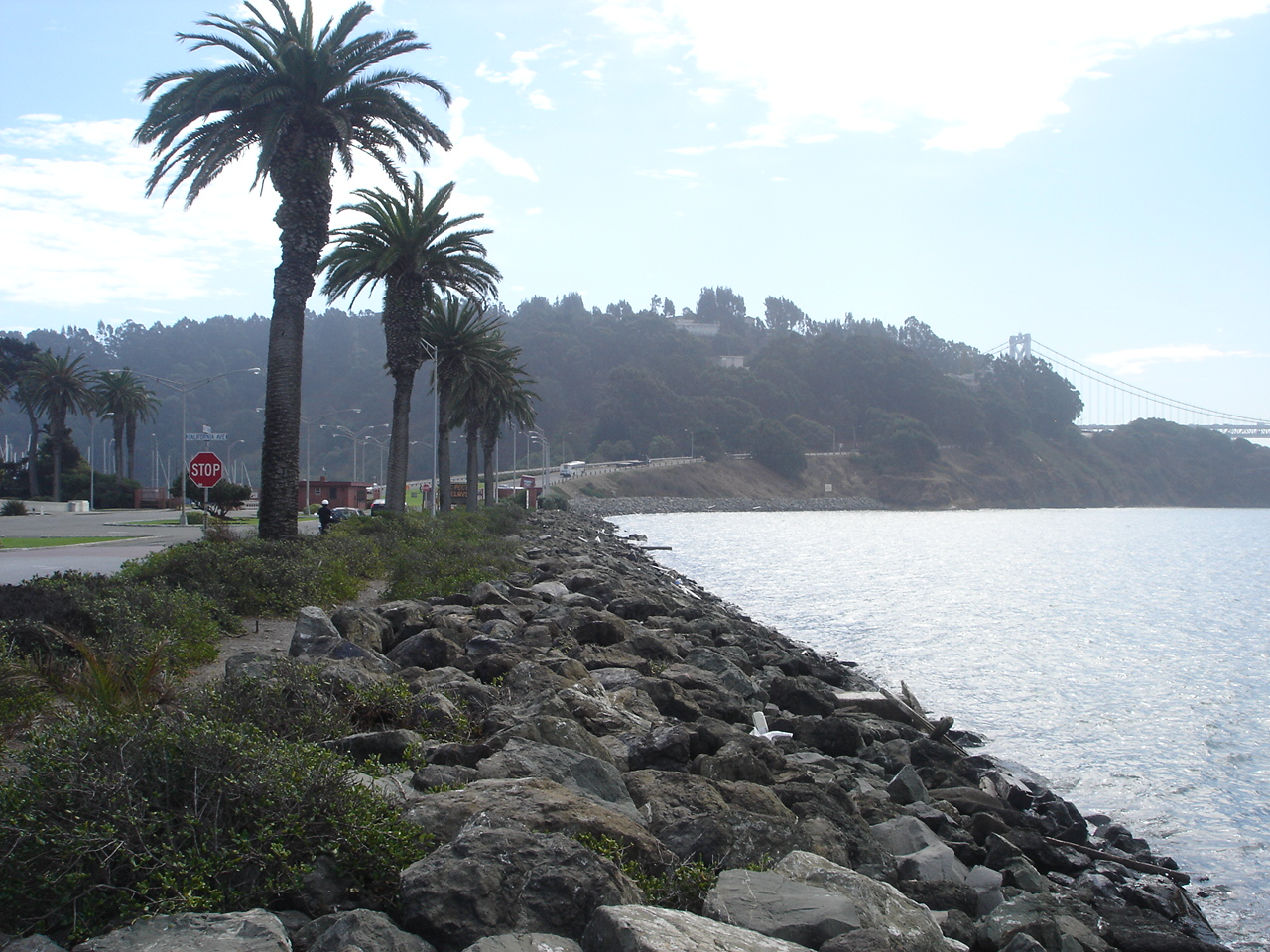
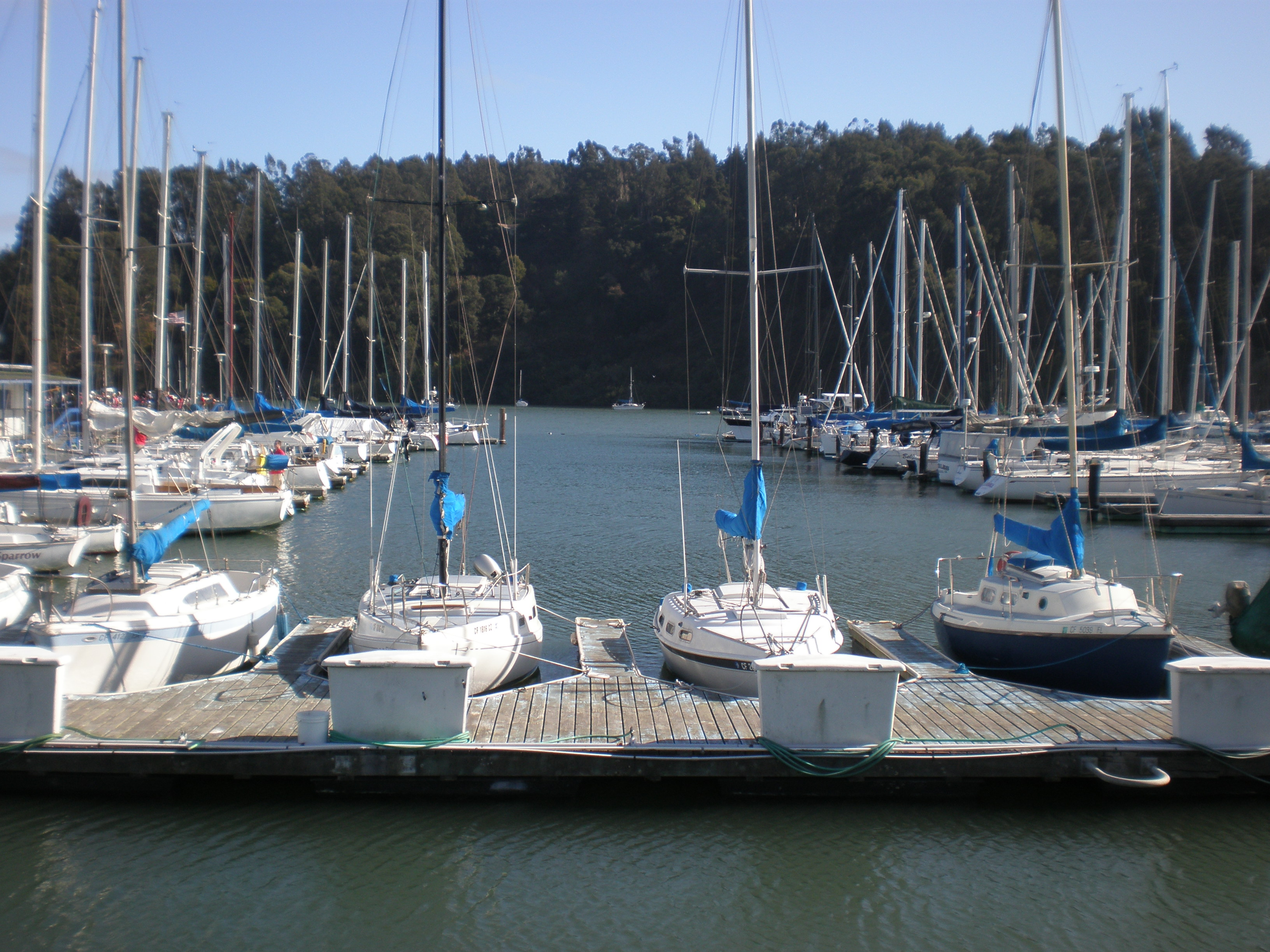